# Loi sur l'insolvabilité (Allemagne)
Lire en ligne

(de) Texte de l'InsO

La loi sur l'insolvabilité allemande (Insolvenzordnung ou InsO) réglemente en Allemagne la procédure d'insolvabilité, une méthode spécifique d'exécution, qui permet de satisfaire plusieurs créanciers d'un débiteur insolvable (en faillite) de la même manière.
La loi sur l'insolvabilité entre en vigueur le 1er janvier 1999. Elle remplace dans les Länder occidentaux la loi sur la faillite du 10 février 1877 (RGBl. S. 351) et le règlement de comparaison du 26 février 1935 , et dans les Länder orientaux la loi sur la liquidation judiciaire du 6 juin 1990 (GBl. I Nr. 32 S. 285) qui est resté en vigueur après la réunification.

## But
La loi sur l'insolvabilité a deux objectifs : d'une part, les créanciers doivent satisfaire un débiteur d'une même façon. Cette satisfaction a lieu lors de la récupération du patrimoine du débiteur et une décharge contrôlée de ses revenus. Dans le même temps, le débiteur conserve un revenu de subsistance. Après la procédure d'insolvabilité, le produit moins les frais de procédure est payé aux créanciers.
D'autre part, la procédure de faillite permet au débiteur honnête, la possibilité de se libérer de ses dettes et, après une période de bonne conduite (d'une durée de 6 ans à partir du début de la procédure), de mener une vie libérée de ses anciennes dettes. Les entreprises auront la possibilité d'un nouveau départ grâce à différents régimes en vertu de la loi sur l'insolvabilité.

## Le remboursement des montants déjà reçus
La loi sur l'insolvabilité permet, dans certaines circonstances, de se situer sur les biens du débiteur dans une procédure d'insolvabilité par le débiteur au moment de la demande d'insolvabilité, au moins trois mois avant la date de la première application autorisée. Ceci devient possible grâce à la contestation de l'insolvabilité. Si un acte (par exemple, un paiement à un ancien créancier) est contesté avec succès, le liquidateur peut faire appel de cet acte en opposition au créancier. Cela empêche une concurrence entre les créanciers. Si un débiteur a, avant la faillite, dissimulé une partie de sa fortune(par exemple, par un don à la famille) afin d'obtenir ainsi un avantage caché, la récupération peut être étendue à une période allant jusqu'à dix ans avant l'application, à moins que le débiteur ait agi intentionnellement (parce qu'il savait l'insolvabilité imminente).

## La faillite personnelle
Depuis l'entrée en vigueur de la loi sur l'insolvabilité, il est possible pour la première fois en Allemagne pour les personnes physiques de se libérer après avoir traversé un processus contrôlé (une procédure d'insolvabilité des consommateurs ou un redressement judiciaire en général) des passifs (c'est-à-dire le décret d’allégement de la dette). Maintenant, le débiteur a la possibilité de ne plus payer la dette six ans après l'ouverture d'une procédure d'insolvabilité.

## L'insolvabilité du secteur public, la faillite bancaire
L'insolvabilité du secteur public est expressément exclue par l'article 12 de l'InsO. Dans le cas de l'incapacité d'un débiteur à satisfaire aux obligations de paiement ou d'un endettement, l'insolvabilité est tout à fait possible, mais cela est limitée par la compensation financière. La Loi sur l'insolvabilité comprend une procédure d'insolvabilité sur les actifs de l'État fédéral et des Länders, ainsi d'une façon formelle la faillite nationale n'est pas possible.
Les municipalités, les institutions de sécurité sociale, les organismes d’autoréglementation, les médias du secteur public, etc., peuvent également faire l'objet d'une procédure d'insolvabilité. Mais cela est largement exclu par le paragraphe 2 de l'article 12, ainsi les personnes morales de droit public de l'État ou des Länder sont également incapables d'insolvabilité. En revanche, les compagnies d'assurance-maladie peuvent faire l'objet d'une procédure d'insolvabilité. Il n'y avait pas de cas pratique jusqu'à début 2011, même si pour des mutuelles de santé (comme City BKK ou Betriebskrankenkasse für Heilberufe) la procédure de faillite fut évitée de justesse.

## Source de la traduction
- (de) Cet article est partiellement ou en totalité issu de l’article de Wikipédia en allemand intitulé « Insolvenzordnung (Deutschland) » (voir la liste des auteurs).